# 11574 d'Alviella
11574 d'Alviella è un asteroide della fascia principale. Scoperto nel 1994, presenta un'orbita caratterizzata da un semiasse maggiore pari a 2,2936258 au e da un'eccentricità di 0,2489958, inclinata di 11,79022° rispetto all'eclittica.
L'asteroide era stato inizialmente battezzato 11574 d'Aviella per poi essere corretto nella denominazione attuale.
L'asteroide è dedicato al belga Eugene Goblet d'Alviella.